# Јосип Јерас
Јосип Јерас (Љубљана, 21. фебруар 1891 — Љубљана, 16. октобар 1967) био је словеначки политичар и просветни радник.

## Биографија
Рођен је 1891. године у Љубљани. Као ђак је био члан друштва „Препород“. Студирао је филозофију у Бордоу, Француска. У Првом светском рату борио се као добровољац у српској војсци. После рата, радио је као средњошколски професор и више година председник организације ратних добровољаца у Словенији.
Као представник групе добровољаца, од 1941. је био члан врховног пленума Ослободилачког фронта Словеније. Године 1943. прешао је на ослобођену територију. Био је изабран за члана СНОВ-а, Председништва АВНОЈ-а и Извршног одбора ОФ.
После рата је био посланик у Скупштини Словеније, члан Главног одбора ССРН Словеније, председник Главног одбора Црвеног крста Словеније, члан Централног одбора Црвеног крста Југославије.
Умро је 1967. године.

## Одликовања и признања
Одликовања из Првог светског рата: Албанска споменица, Ратна споменица (1914—1918) и једно француско одликовање.
Одликовања СФРЈ: Орден братства и јединства са златним и сребрним венцем.
Своје успомене из Првог светског раста објавио је у књизи „Планина смрти“ (Љубљана, 1929).